# Londres, police judiciaire
Pour les articles homonymes, voir London District et Law and Order.
Londres, police judiciaire ou London District (Law and Order: UK) est une série télévisée britannique créée par Dick Wolf et dérivée de la série américaine New York, police judiciaire (Law and Order).
Elle a été diffusée au Royaume-Uni du 23 février 2009 au 11 juin 2014 sur ITV. En France, elle est diffusée depuis le 6 juin 2010 sur TF1 et depuis le 3 septembre 2010 sous le titre London District sur 13e rue.

## Synopsis
Chaque épisode suit la résolution d'un crime, de l'enquête des policiers au procès.

## Distribution

### Acteurs principaux
- Bradley Walsh (VF : Patrick Messe) : le sergent Ronnie Brooks (saisons 1-8)
- Harriet Walter (VF : Sophie Deschaumes) : l'inspecteur Natalie Chandler (saisons 1-6, 8)
- Freema Agyeman (VF : Barbara Beretta) : le substitut du procureur Alesha Phillips (saisons 1-6)
- Jamie Bamber (VF : Axel Kiener) : le sergent Matt Devlin (saisons 1-5)
- Ben Daniels (VF : Tony Joudrier) : le procureur James Steel (saisons 1-4)
- Bill Paterson (VF: Max André) : le procureur général George Castle (saisons 1-4)
- Dominic Rowan (en) (VF : Bruno Choël) : le procureur Jacob Thorne (saisons 5-8)
- Peter Davison (VF : Philippe Catoire) : le procureur général Henry Sharpe (saisons 5-8)
- Paul Nicholls (en) (VF : Thomas Roditi) : le sergent Sam Casey (saisons 6-7)
- Georgia Taylor : le substitut du procureur Kate Barker (saisons 7-8)
- Paterson Joseph : l'inspecteur Wes Layton (saisons 7-8)
- Ben Bailey-Smith (VF : Namakan Koné) : le sergent Joe Hawkins (saison 8)
- Sharon Small : l'inspecteur Elisabeth Flynn (saison 8)

### Invités
- Sean Pertwee : Josh Pritchard (saison 1, épisode 3)
- Iain Glen : Luke Slade (saison 1, épisode 4)
- Lesley Manville (VF : Josiane Pinson) : Phyllis Gladstone (saison 1, épisode 7)
- Jamie Foreman : Ray Griffin (saison 2, épisode 1)
- Kevin McNally : Harry Morgan (saison 2, épisode 3)
- Denis Lawson : Philip Woodleigh (saison 2, épisode 4)
- Robert Glenister : Jimmy Valentine (saison 2, épisode 6)
- Tobias Menzies : Samuel Kane (saison 2, épisode 13)
- Neve McIntosh : Cassie Shaw (saison 3, épisode 2)
- Rupert Graves : John Smith (saison 3, épisode 3)
- Eddie Marsan : Jason Peters (saison 4, épisodes 1 et 5)
- Juliet Stevenson (VF : Véronique Augereau) : Dame Rachel Callaghan (saison 4, épisode 2)
- Samuel West : Lucas Boyd (saison 5, épisode 5)
- Tamzin Outhwaite (VF : Anne Dolan) : Miriam Pescatore (saison 6, épisode 2)
- Gemma Atkinson (VF : Ingrid Donnadieu) : Becky Bryson (saison 7, épisode 3)
- Nick Brimble (VF : Michel Prud'homme) : Dr. Hastings (saison 7, épisode 5)
- Lucy Boynton (VF : Leslie Lipkins) : Georgia Hutton (saison 8, épisode 6)

- Version française
  - Société de doublage : Mediadub International
  - Direction artistique : Bruno Dubernat (saisons 1-6), Christine Bellier (saisons 7-8)
  - Adaptation : Franco Quaglia et Valérie Denis

 Source et légende : version française (VF) sur RS Doublage

## Épisodes

### Première saison (2009)
1. Meurtre par imprudence (Care)
2. Seul au monde (Unloved)
3. Le Vice et la Vertu (Vice)
4. La Loi du plus fort (Unsafe)
5. Souvenirs enfouis (Buried)
6. L'Enfer au Paradis (Paradise)
7. Alicia (Alesha)

### Deuxième saison (2010)
1. La Dernière Ronde (Samaritan)
2. Petite fille à jamais (Hidden)
3. Pour le bien de la communauté (Community Service)
4. Sacrifice (Sacrifice)
5. Amour à haut risque (Love and Loss)
6. Parole d'honneur (Honour Bound)

### Troisième saison (2010)
1. Jeux interdits (Broken)
2. Le Mal dans la peau (Hounded)
3. Autodéfense (Defence)
4. Un passé douloureux (Confession)
5. Derrière la porte (Survivor)
6. Autopsie d'une imposture (Masquerade)
7. Pas de preuve, pas de crime (Anonymous)

### Quatrième saison (2011)
1. L'Autre (ID)
2. Le juge n'est qu'une femme (Denial)
3. Un ange passe (Shaken)
4. Le Cœur en flammes (Duty of Care)
5. Un honnête homme (Help)
6. La Couronne contre Steel (Skeletons)

### Cinquième saison (2011)
1. Erreur de diagnostic (The Wrong Man)
2. Mon fils, ma bataille (Safe)
3. Fille de joie (Crush)
4. Bonnie et Clyde (Tick Tock)
5. La Mémoire d'un crime (Intent)
6. Le Deal (Deal)

### Sixième saison (2012)
1. Continuer... (Survivor’s Guilt)
2. Immunité volée (Immune)
3. Les Erreurs du passé (Haunted)
4. Essais clinique (Trial)
5. Chacun son tour (Line Up)
6. Le Jour le plus long (Dawn Till Dusk)
7. La Faiblesse des hommes (Fault Lines)

### Septième saison (2013)
Le 24 août 2012, la série a été renouvelée pour une septième saison de six épisodes. Freema Agyeman et Harriet Walter ne seront pas de retour et seront remplacés par Paterson Joseph et Georgia Taylor (en). La saison est diffusée depuis le 14 juillet 2013.
1. Mauvaise voie (Tracks)
2. Les liens du sang (Tremors)
3. Responsabilité paternelle (Paternal)
4. L'innocence trompée (Fatherly Love)
5. Le renoncement (Mortal)
6. Dernier accroc (Dependant)

### Huitième saison (2014)
La saison est diffusée depuis le 12 mars 2014.
1. Au détail près (Flaw)
2. A l'abri du danger (Safe from Harm)
3. Le passé au présent (I Predict A Riot)
4. Péché d'orgueil (Pride)
5. Le poids des traditions (Customs)
6. Le Fardeau (Bad Romance)
7. Onde de choc (Hard Stop)
8. Seul contre tous (Repeat to Fade)

## Commentaires
- Cette série est la version britannique, créée par Dick Wolf lui-même, de sa série New York, police judiciaire, après Paris, enquêtes criminelles, version française de New York, section criminelle qui n'a pas rencontré le succès escompté.
- La série est parfois diffusée au Canada sur Citytv, quelques mois ou jours avant sa diffusion au Royaume-Uni.